# Melanozetes interruptus
Melanozetes interruptus är en kvalsterart som beskrevs av Rainer Willmann 1953. Melanozetes interruptus ingår i släktet Melanozetes och familjen Ceratozetidae. Inga underarter finns listade i Catalogue of Life.